# 1,4-苯醌
1,4-苯醌（英語：1,4-benzoquinone）又称对苯醌（para-benzoquinone，p-benzoquinone，para-quinone），是一种有机化合物，分子式为C6H4O2。纯的对苯醌为亮黄色晶体，带有与氯气相似的刺激性气味；不纯的样品常常由于醌氢醌（对苯醌与氢醌所形成的1:1电荷转移络合物）的存在而颜色黯淡。对苯醌含有非芳香性的六元环，它是氢醌（对苯二酚）的氧化产物。这个分子反映出多种反应性：它既表现出酮的性质（可以形成肟），又可以表现出氧化性（还原产物为氢醌），还表现出烯的性质（可以发生加成反应，尤其是α,β-不饱和酮的典型反应。对苯醌在强的无机酸或强碱存在下都不稳定，发生缩聚与分解等反应。

## 有机合成中的应用
在有机合成中，对苯醌用作氢的接受体（脱氢剂）和氧化剂。它还可以作为亲双烯体参与狄尔斯-阿尔德反应。
对苯醌的衍生物与乙酸酐和硫酸作用，可以得到1,2,4-苯三酚三乙酸酯的衍生物。这个反应最早在1898年由Thiele描述，因此被称为Thiele反应。这个反应在全合成中有重要应用：
苯醌还用于抑制烯烃复分解反应中的双键迁移。

## 与对苯醌有关的化合物
对苯醌有一系列已知的衍生物与类似物，例如：
- 1,4-萘醌，由萘在三氧化铬作用下氧化而得。[6]
- 2,3-二氯-5,6-二氰基-1,4-苯醌（DDQ），一种比对苯醌更强的氧化剂和脱氢剂。[7]

- 辅酶Q-1，天然存在的包含对苯醌结构的化合物。
- 氯代对苯醌（CAS编号[695-99-8]）[8]
- 四氯对苯醌，1,4-C6Cl4O2，一种比对苯醌更强的氧化剂与脱氢剂。

过量苯醌的消除：
可以用保险粉溶液加一般的碱性溶液在室温下除去。

## 参閲
- 邻苯醌
- 醌